# تايلور غولدن
تايلور غولدن (بالإنجليزية: Tylor Golden)‏ هو لاعب كرة قدم بريطاني في مركز الدفاع، ولد في 8 نوفمبر 1999 في إبسوتش في المملكة المتحدة. لعب مع ويغان أتلتيك.

## وصلات خارجية
- تايلور غولدن على موقع قاعدة بيانات كرة القدم.إي يو (الإنجليزية)
- تايلور غولدن على موقع Soccerbase.com (لاعب) (الإنجليزية)
- تايلور غولدن على موقع Soccerway.com (الإنجليزية)